# Лефебюр-Вели, Луи Джеймс Альфред
Луи́ Джеймс Альфре́д Лефебю́р-Вели́ (фр. Louis James Alfred Lefébure-Wely; 13 ноября 1817, Париж, — 31 декабря 1869, там же) — французский органист и композитор XIX века.
Лефебюр-Вели был штатным органистом в парижских храмах Святого Роха (1841—1846, вслед за своим отцом), Святой Магдалены (1846—1858) и Сен-Сюльпис (1863—1869).
Друг крупнейшего французского органного мастера Аристида Кавайе-Коля, Лефебюр-Вели первым опробовал многие органы его работы. Лефебюр-Вели считался одним из лучших органистов своего времени, славился мастерством импровизации. Именно он играл на органе во время погребальной церемонии Фридерика Шопена.
Наследие Лефебюра-Вели как композитора включает значительное количество этюдов и пьес для органа, отличающихся, как принято считать, скорее блеском, чем глубиной, а также церковную музыку, три симфонии, квартеты и квинтеты, оперу «Вербовщики» (фр. Les Recruteurs; 1861) и др.
Среди учеников: Теодор Лак,